# Aćif Hadžiahmetović
Aćif Hadžiahmetović, zwany Aćif-efendija (ur. 1887 w Novim Pazarze, zm. 21 stycznia 1945 w rejonie miejscowości Hadzet) – turecki wojskowy (kapitan) pochodzenia bośniackiego, działacz polityczny w okresie międzywojennym, jeden z dowódców muzułmańskiej milicji Sandżaku podczas II wojny światowej.

## Życiorys
Uczęszczał do gimnazjum w Novim Pazarze, a następnie pracował jako urzędnik w mieście Vučitrn w Kosowie. Ukończył turecką akademię wojskową w Bitoli, uzyskując stopień kapitana. Po wybuchu I wojny bałkańskiej w 1912 r. i zajęciu Novego Pazaru przez wojska serbskie, zbiegł do Turcji. Po utworzeniu Królestwa Serbów, Chorwatów i Słoweńców powrócił w 1920 r. do rodzinnego miasta, gdzie współtworzył bośniacko-muzułmańską partię polityczną Džemijet-el-islami, której wpływy objęły Sandżak, Kosowo i Macedonię. W 1924 r. jej działalność została zakazana. Pomimo tego A. Hadžiahmetović kontynuował nielegalnie działalność polityczną w Novim Pazarze i okolicach.
Po zajęciu Jugosławii przez wojska niemieckie w kwietniu 1941 r., został członkiem władz miasta. Jesienią tego roku organizował obronę Novego Pazaru przed atakami serbskich czetników. Nawiązał współpracę z Albańczykami z Kosowa, którzy przysłali 3,2 tys. bojowników na pomoc sandżackim muzułmanom. Opowiadał się za utworzeniem tzw. Wielkiej Albanii. Sformował oddział nieregularnej muzułmańskiej milicji Sandżaku, który prowadził krwawe walki z atakującymi czetnikami. Następnie wespół z innymi dowódcami milicji przeprowadził kontruderzenie na serbską bazę w mieście Raska. Od 1942 r. jego oddział prowadził walki z komunistycznymi partyzantami. Ponadto uczestniczył w aresztowaniu, a potem konwojowaniu Żydów do Kosovskiej Mitrovicy (skąd trafili ostatecznie do obozów koncentracyjnych). Po wyjściu Włoch z wojny we wrześniu 1943 r., oddział A. Hadžiahmetovicia trafił pod zwierzchność Niemców, którzy go dozbroili i doposażyli. Milicjanci rozpoczęli patrolowanie głównych dróg i linii kolejowych. Brali też udział w niemieckich operacjach antypartyzanckich. W lipcu 1944 r. oddział A. Hadžiahmetovicia, podobnie jak wszystkie pozostałe oddziały milicji, wszedł w skład Policyjnego Pułku Selbschutzu SS „Sandżak”. Został odznaczony Żelaznym Krzyżem 2 klasy. Pod koniec 1944 r. na Sandżak uderzyli komunistyczni partyzanci z terenu Czarnogóry i Serbii. Po upadku Novego Pazaru, kiedy jego oddział został rozbity, A. Hadžiahmetović przedostał się do Đakovicy w Kosowie. Powrócił jednak w okolice Novego Pazaru. Zginął 21 stycznia 1945 r. w zasadzce w rejonie miejscowości Hadzet.